# سعد عبد الرزاق حسين
الدكتور سعد عبد الرزاق حسين وهو عالم اجتماع وسياسي عراقي. يشغل منصب المدير التنفيذي لمركز الداسات العراقية في بيروت، لبنان وفي العراق.
شغل منصب عضو في الجمعية الوطنية الانتقالية المؤقتة عامي 2004 و2005، وكان عضوا في اللجنة الاقتصادية والمالية فيها.

## مولفاته
له مؤلفات منها:
- محاضرات في المنهج الاجتماعي (في جزئين)[6][7]
- مفهوم “البروليتاريا الرثة” لدى ماركس[8]

بالإضافة إلى دراسات، منها:
- ملاحظات حول ظاهرة التحضر في المجتمعات العربية.[9]

## روابط خارجية
- ترامب وشبح هتلر!، سعد عبد الرزاق حسين، 25 فبراير، 2017
- في السنوية العشرين لرحيل الشاعر الخالد، مبدعون ومثقفون واكاديميون يكتبون: سعد عبد الرزاق وجوان عبد القادر وصباح الشاهر…: في استذكارات ومواقف عن الجواهري، ومنه – رواء الجصاني